# Ambahy
Ambahy is een plaats en gemeente in Madagaskar, behorend tot het district Nosy Varika dat gelegen is in de regio Vatovavy-Fitovinany.  Er woonden bij de volkstelling in 2001 20526 mensen.